# Portal de la rectoria de Vilanova
El Portal de la rectoria de Vilanova és una obra de l'Esquirol (Osona) inclosa a l'Inventari del Patrimoni Arquitectònic de Catalunya.

## Descripció
És un dels pocs portals que queden dempeus en l'antiga rectoria de Vilanova o de les Escales. Es troba orientat a ponent. És de forma rectangular i la llinda és decorada: al centre s'inscriu una creu llatina travessada per sagetes. Està datada al 1686 i duu la inscripció següent: "PAV VICES". És de pedra i el relleu baix. L'estat de conservació de la pedra és bo, per bé que l'entorn està totalment enderrocat.

## Història
Aquest portal pertany a l'antiga rectoria de Vilanova o de les Escales. La rectoria fou construïda al segle xvii al costat de la capella que data del segle xvi. En aquesta rectoria hi van viure els rectors els quals celebraven culta a Santa Maria de Vilanova, adoptant d'aquesta manera les funcions de parròquia encara que depengués de Sant Martí Sescorts. La rectoria va romandre activa fins al 1936 en que s'incendià i es va enderrocar, restant només dempeus alguns portals.